# 阿杜纳
阿杜纳（西班牙語：Aduna）是西班牙巴斯克自治区吉普斯夸省的一个市镇。总面积7平方公里，总人口333人（2001年），人口密度48人/平方公里。